# Жанааркинская овца
Жанааркинская — грубошёрстная казахстаная порода овец. Выведена в 1992 году на племзаводе «Женис» в Жанааркинском районе Карагандинской области путём сложного скрещивания местных пород.
Живая масса баранов 95—100 кг, овец 60—65 кг. Настриг шерсти в среднем 2,9—3,1 кг. Порода отличается особой выносливостью к летней жаре и зимним морозам, не требует особого ухода. Разводят в пустынных и полупустынных районах Центрального и Восточного Казахстана.